# Coccophagus princeps
Coccophagus princeps är en stekelart som beskrevs av Filippo Silvestri 1915. Coccophagus princeps ingår i släktet Coccophagus och familjen växtlussteklar.
Artens utbredningsområde är:
- Eritrea.
- Sudan.

Inga underarter finns listade i Catalogue of Life.